# Euxesta arcuata
Euxesta arcuata är en tvåvingeart som beskrevs av Friedrich Georg Hendel 1909.
Euxesta arcuata ingår i släktet Euxesta och familjen fläckflugor. Artens utbredningsområde är Peru. Inga underarter finns listade i Catalogue of Life.